# Lorenzo Surio
Lorenzo Surio (noto in latino come Laurentius Surius e il cui vero nome era Lorenz Sauer; Lubecca, 1523 – Colonia, 23 maggio 1578) è stato un monaco cristiano, storico e traduttore tedesco dell'Ordine certosino.

## Biografia
Nacque a Lubecca nel 1523. Non è chiaro se i suoi genitori fossero cattolici o luterani. Secondo quanto scritto da Pietro Canisio ("Epistolæ", ed. Braunsberger, I, 36), nacque protestante e venne introdotto nella chiesa cattolica da Canisio. Surio studiò alle Università di Francoforte sull'Oder e di Colonia. Nell'ultima università Pietro Canisio fu suo compagno di classe. Surio incontrò a Colonia anche Johannes Justus Lansperger, che lo indusse ad entrare nel monastero dei Certosini di Colonia, nel 1542.
Da allora trascorse gran parte della sua vita nel monastero, dove fu un modello di pietà, di rigida osservanza delle regole dell'ordine, e di serio lavoro di studioso; per queste ragioni fu tenuto in alta stima da papa Pio V.

## Opere
Si dedicò soprattutto alla storia della Chiesa e all'agiografia, e scrisse un gran numero di opere su questi argomenti. 
Tradusse molte opere in lingua latina, principalmente di argomento ascetico e teologico. Tra gli autori tradotti figurano Giovanni Taulero, Enrico Suso, Jan van Ruusbroec, Johann Gropper, i sermoni di Michele Sidonio, le apologie di Friedrich Staphylus e le orazioni di Martin Eisengrein.
Completò le Institutiones di Florentius di Haarlem, priore dei Certosini di Lovanio, e realizzò una nuova versione di Homiliarium di Carlo Magno.
Scrisse contro Johannes Sleidanus il suo "Commentarius brevis rerum in orbe gestarum ab a. 1500 ad a. 1564" (Cologne, 1566), che venne poi completato da altri.
Fu autore di una collezione di Atti dei Concili: "Concilia omnia tum generalia tum provincialia" (4 volumes, Cologne, 1567).

### Agiografia
La sua opera più importante ed ancora preziosa è la sua collezione di vite dei santi, De probatis Sanctorum historiis ab Al. Lipomano olim conscriptis nunc primum a Laur. Surio emendatis et auctis, la cui prima edizione apparve in sei volumi a Colonia nel in 1570-75. Cominciò poi a lavorare a una seconda edizione, che fupoi terminata dal suo confratello Mosander, il quale aggiunse un settimo volume (Colonia, 1582). Una terza edizione, con testi migliorati, apparve a Colonia nel 1618. Una nuova edizione apparve poi nel 1875–80 a Torino, in tredici volumi. Surio non voleva imparare, ma era pronto a dar credito a racconti favolistici. Nonostante le libertà prese da Surio con i testi dei manoscritti che usava, il suo lavoro rese un ottimo servizio e fornì molti racconti riguardanti le vite dei santi, che vennero pubblicati in diverse lingue.